# Сіверськодонецький заказник
Сіверськодонецький заказник — ландшафтний заказник місцевого значення в Україні. Об'єкт природно-заповідного фонду Харківської області. 
Розташований на території Вовчанського району Харківської області, на північ від сіл Бочкове, Чайківка, Охрімівка. 
Площа — 2531 га. Статус присвоєно згідно з рішенням облради від 25.09.2001 року. Перебуває у віданні ДП «Вовчанське лісове господарство» (Чайківське л-во, кв. 1—39, 43—46). 
Статус присвоєно для збереження лісового масиву на правобережжі річки Вовча (притока Сіверського Дінця). У складі насаджень поширені дуб звичайний, ясен звичайний, клен польовий, клен гостролистий, клен татарський, в'яз граболистий, в'яз корковий, липа серцелиста, груша звичайна, яблуня лісова та чагарники: терен, жостір проносний, ліщина звичайна, бузина чорна, бирючина звичайна, бруслина європейська, бруслина бородавчаста, свидина кров'яна. Насадження захищають від ерозії береги річки Вовча.

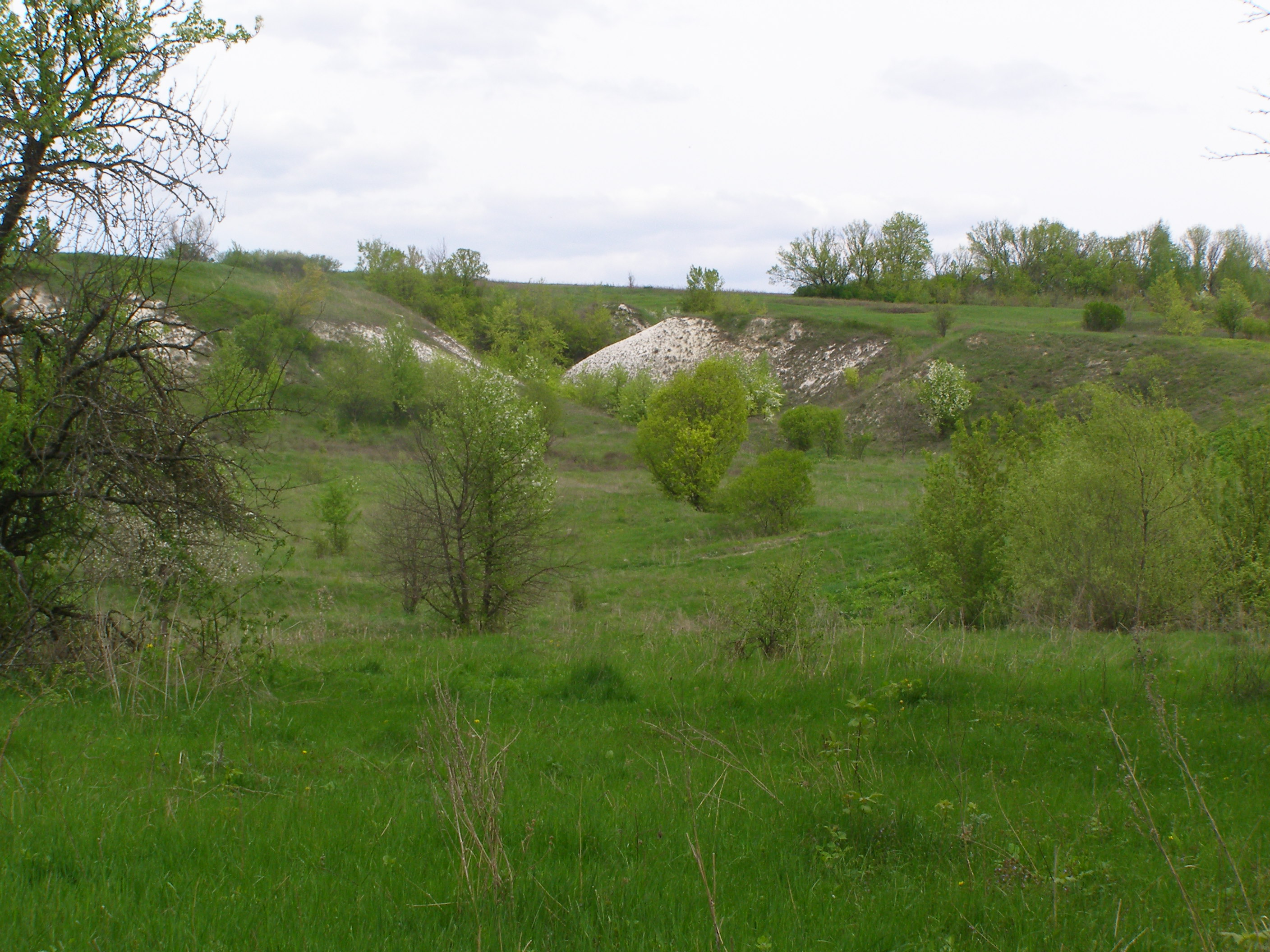
На околиці села Охрімівка

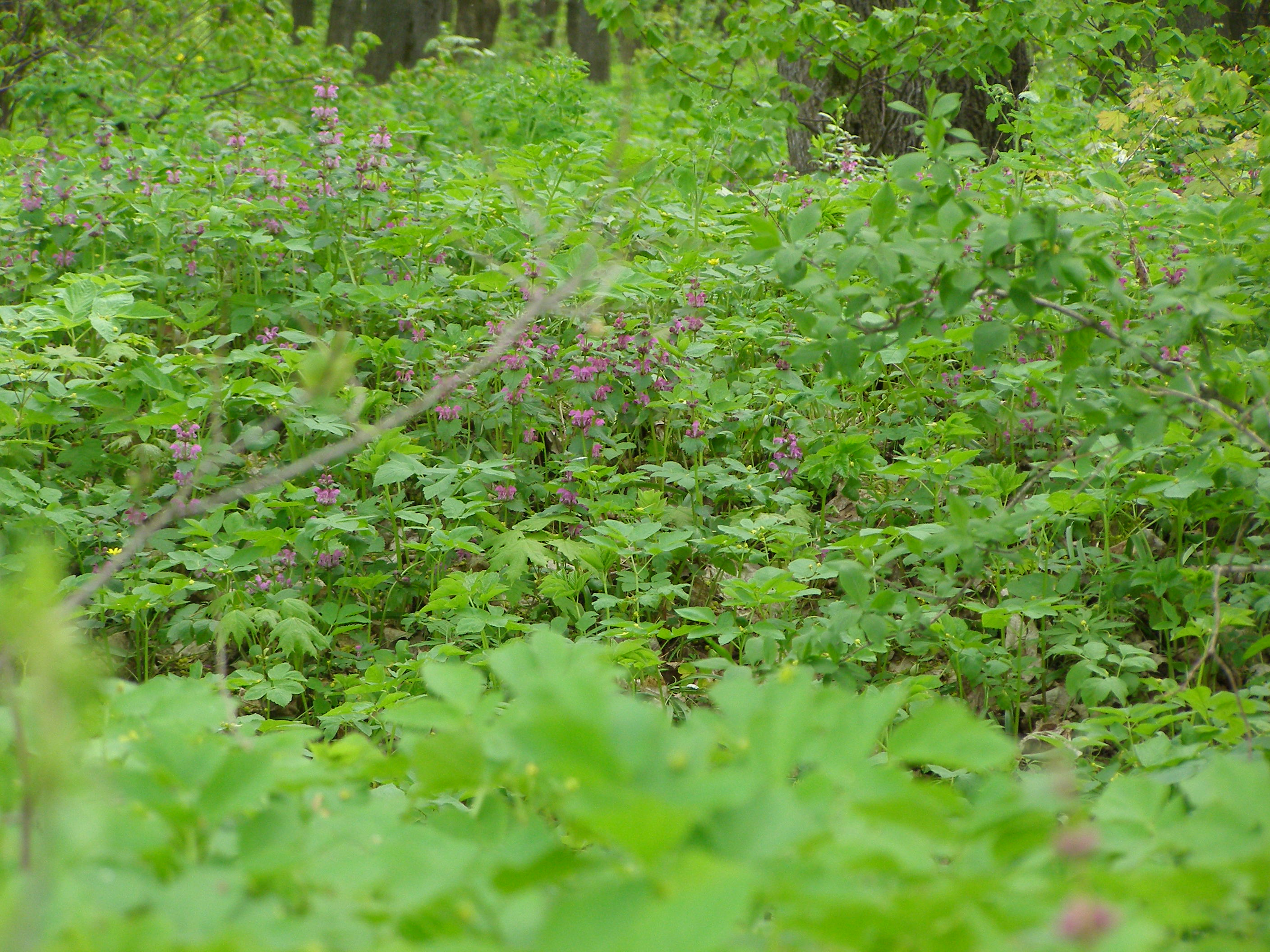
Трав'яний покрив у заказнику